# St-Sulpice (Brannens)

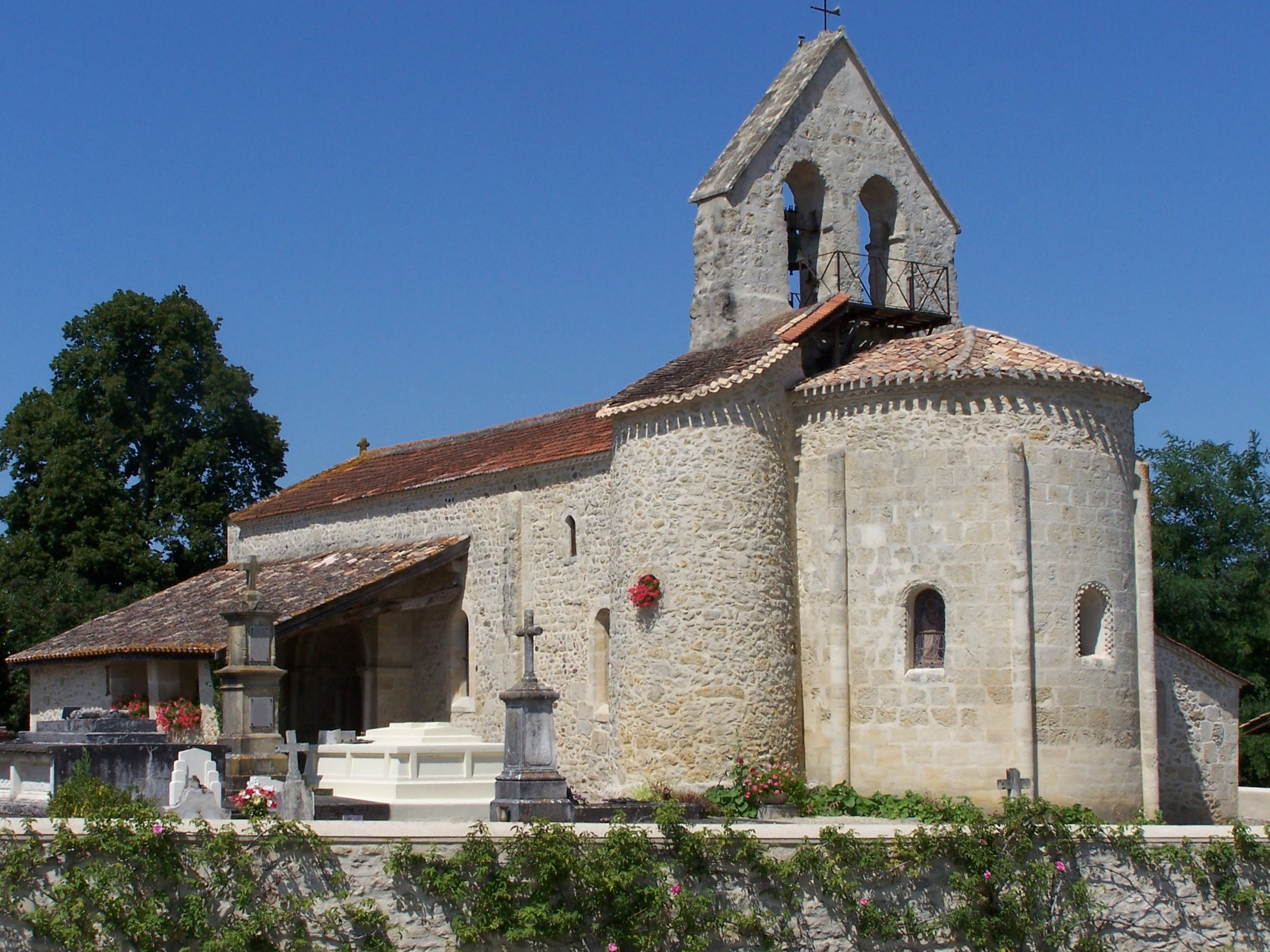
Kirche St-Sulpice in Brannens

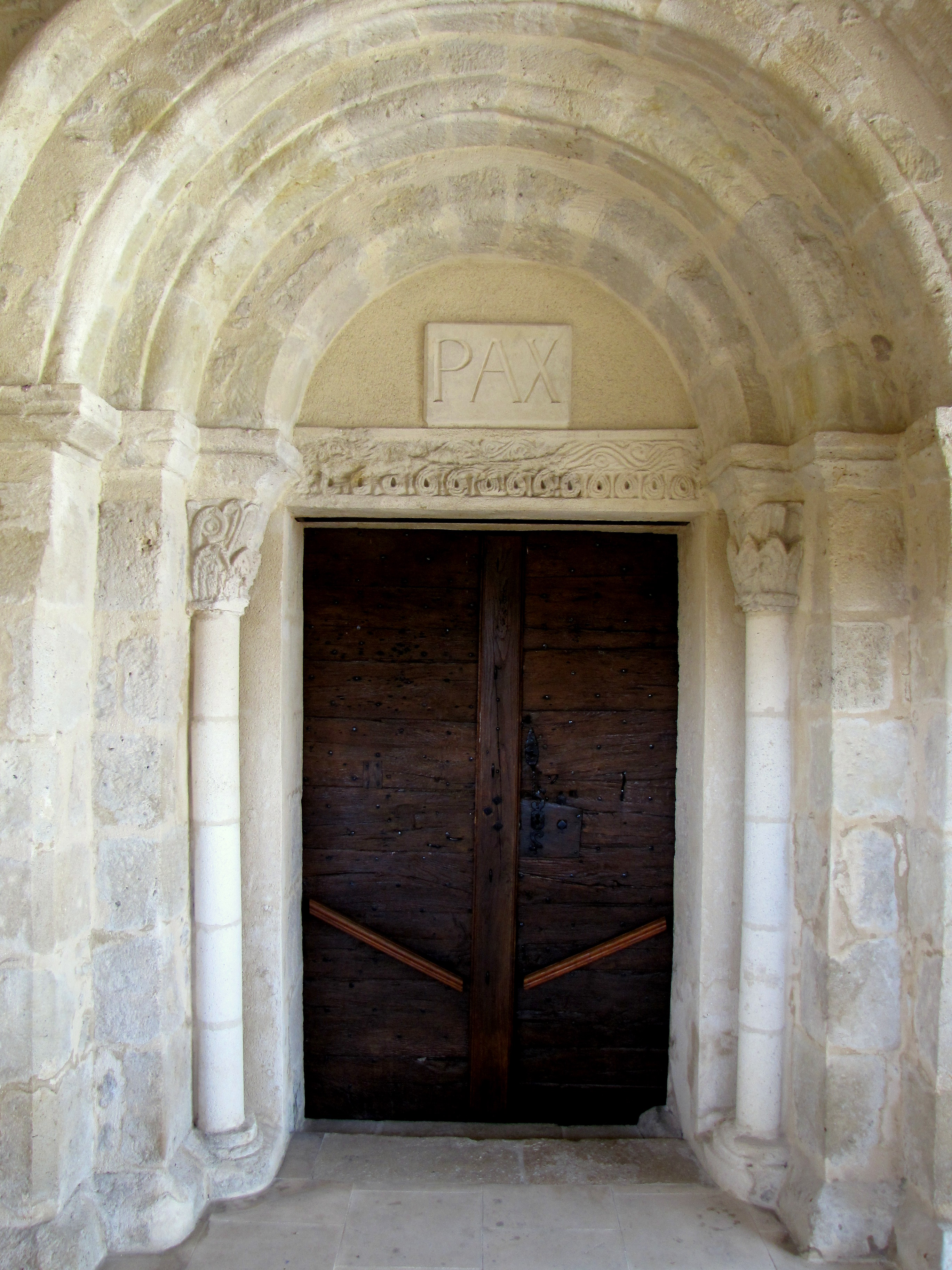
Südportal

Die katholische Kirche St-Sulpice in Brannens, einer französischen Gemeinde im Département Gironde in der Region Nouvelle-Aquitaine, wurde im 11./12. Jahrhundert errichtet.
Der romanische Saalbau erhielt im 15. Jahrhundert ein nördliches Seitenschiff. Der eingezogene Chor schließt mit einer halbrunden Apsis ab. Die begonnenen Säulen lassen erkennen, dass man ursprünglich beabsichtigt hatte, das Kirchenschiff mit einem Gewölbe abzuschließen. Der rundbogige Triumphbogen ruht auf zwei skulptierten Kapitellen. Der eingewölbte Chor besitzt keine Fenster, nur die Apsis ist mit drei kleinen Rundbogenfenstern versehen.
Im 16. Jahrhundert vergrößerte man an der Nordseite den Eingang und setzte vor das Südportal eine offene Vorhalle. Die Bögen ruhen auf Kapitellen mit pflanzlichen Motiven.
Ein dreieckig zulaufender Glockengiebel erhebt sich über dem Triumphbogen. Über eine enge Wendeltreppe erreicht man die zwei Glocken. Die ältere stammt aus dem Jahr 1511, sie ist seit 1903 als Monument historique klassifiziert.
Die Kirche wurde in den 1980er Jahren umfassend von der Gemeinde Brannens renoviert.